# 2017年上海
|        | 上海历史 |
| 世紀： | 20世紀上海 \| 21世紀上海 \| 22世紀上海                                                                                     |
| 年代： | 1980年代上海 \| 1990年代上海 \| 2000年代上海 \| 2010年代上海 \| 2020年代上海 \| 2030年代上海 \| 2040年代上海               |
| 年份： | 2013年上海 \| 2014年上海 \| 2015年上海 \| 2016年上海 \| 2017年上海 \| 2018年上海 \| 2019年上海 \| 2020年上海 \| 2021年上海 |
| 紀年： | 丁酉年（鸡年）、上海开埠174周年、上海设市90周年                                                                            |

## 主要官员

### 党委
- 市委书记：韩正→李强

### 人大
- 人大常委会主任：殷一璀

### 政府
- 市长：杨雄→应勇

### 法院
- 院长：崔亚东

### 检察院
- 检察长：张本才

### （党）纪委
- 书记：廖国勋

### 政协
- 主席：吴志明

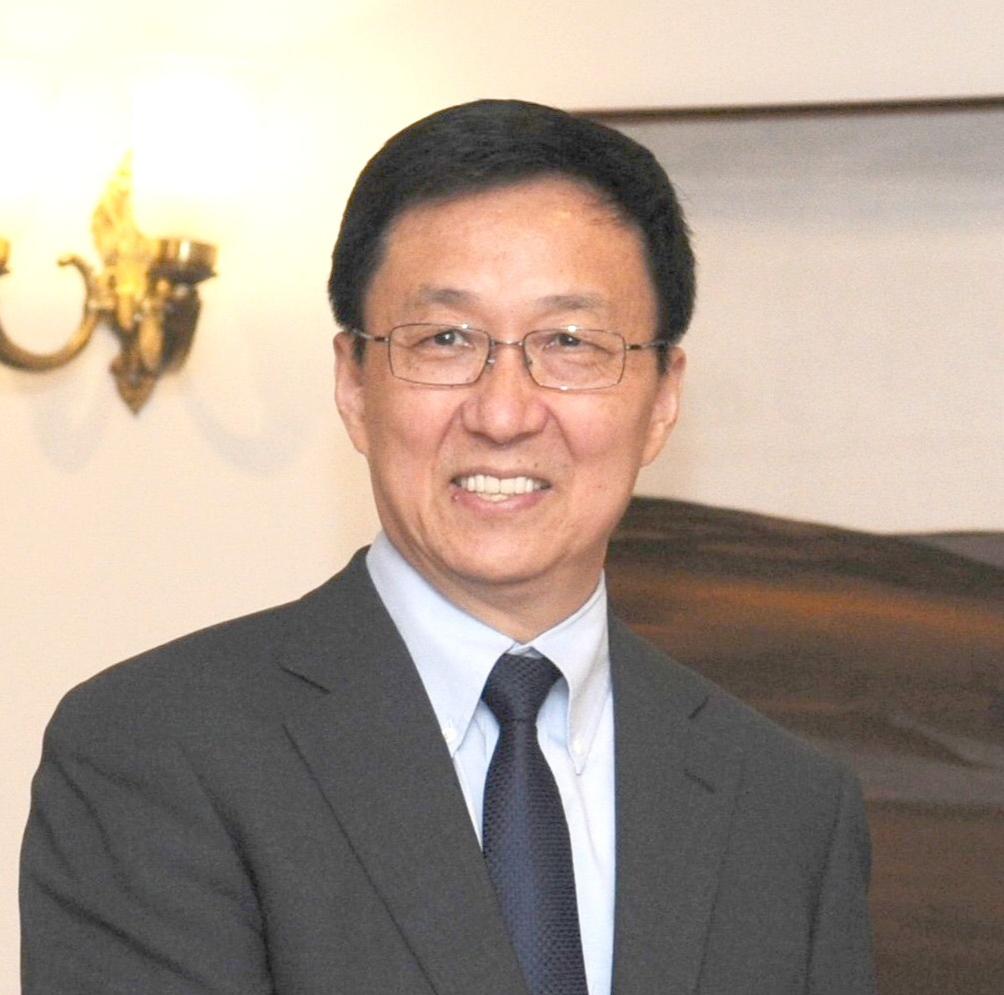
市委书记韩正
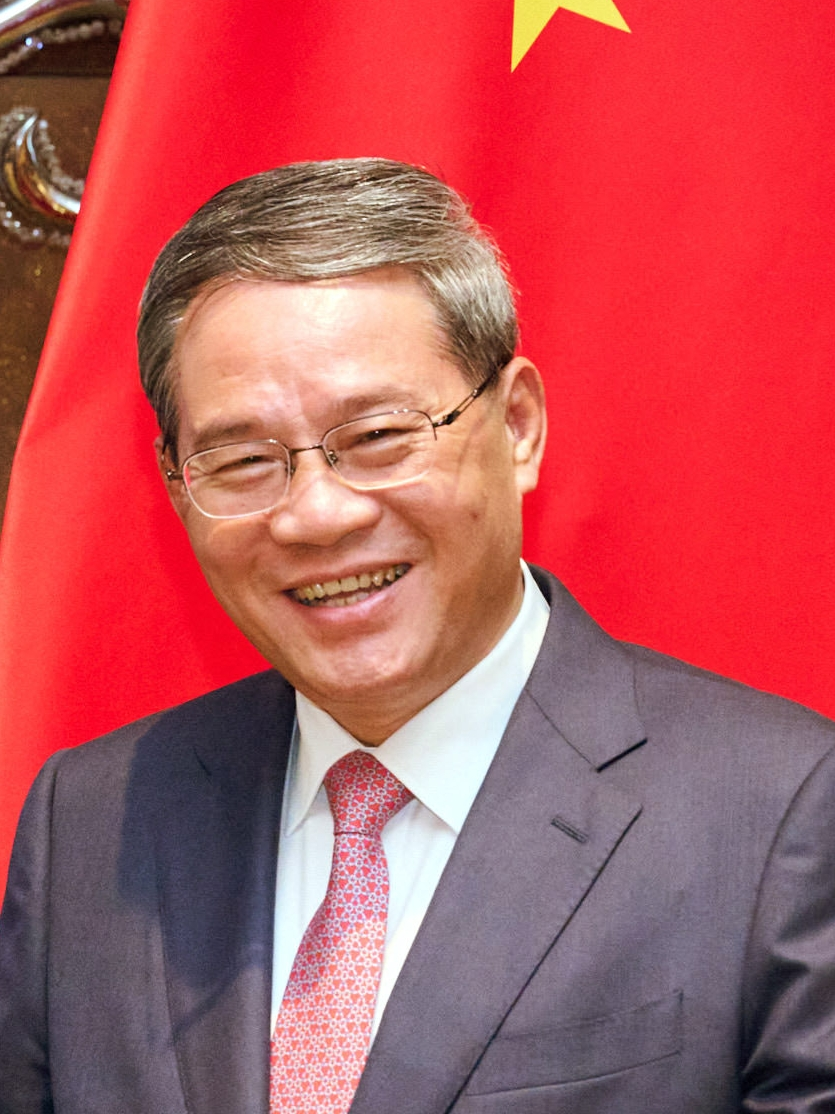
市委书记李强
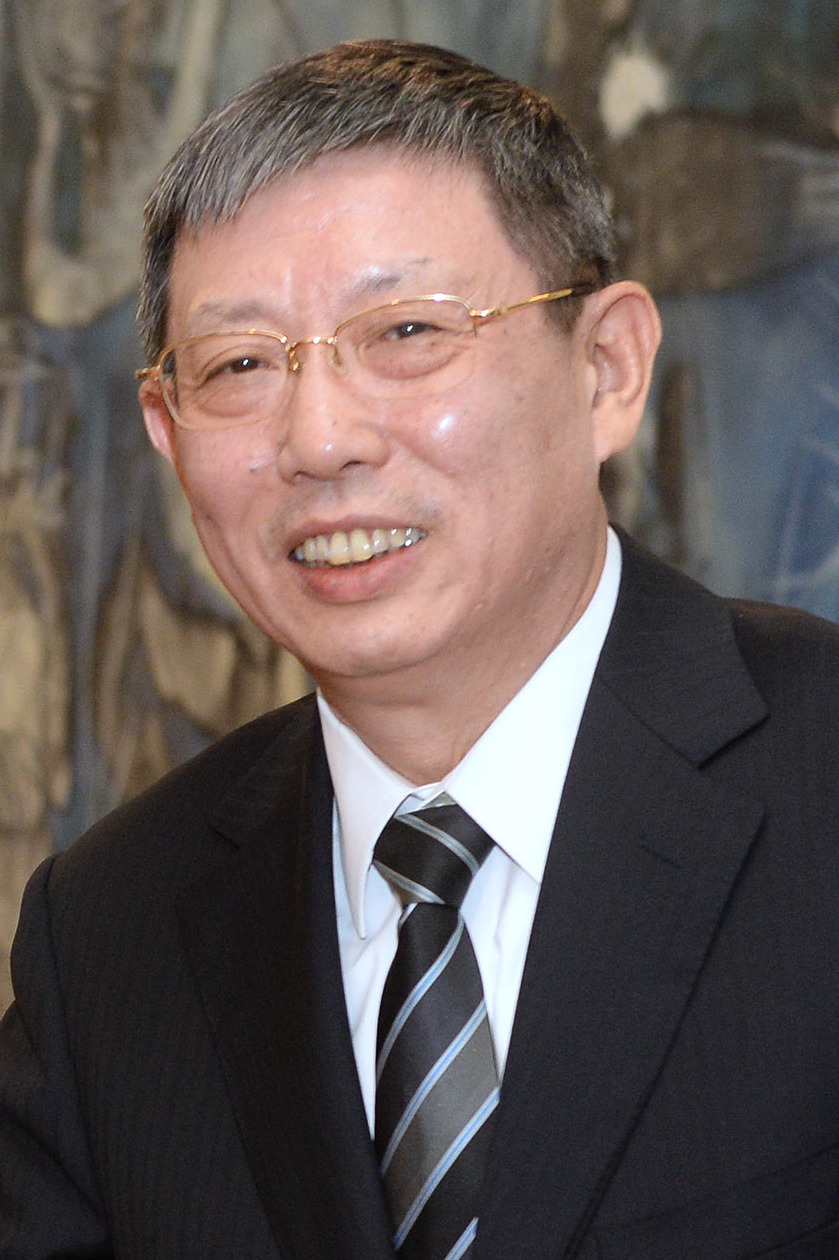
市长杨雄
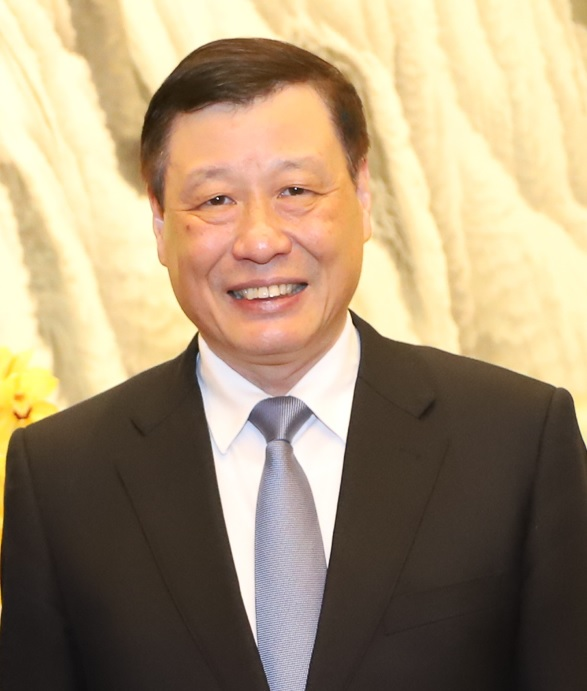
市长应勇
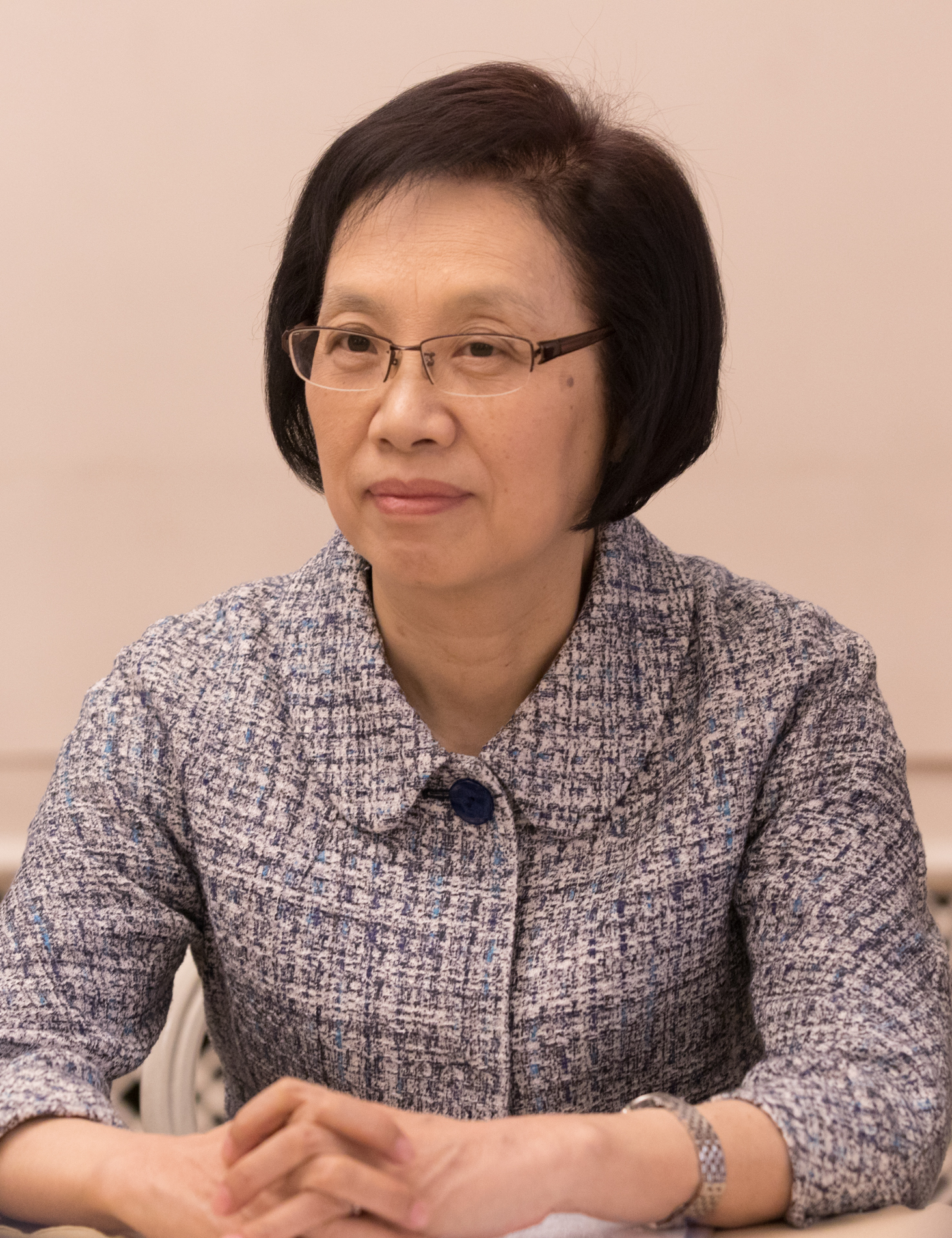
市人民代表大会常委会主任殷一璀

## 大事记

### 6月
- 据上观新闻披露，位于巨鹿路888号的一所英式花园建筑遭到业主破坏，该建筑曾在1999年被上海市列为上海优秀历史建筑,静安区已经介入调查。 [1]。
- 6月11日——解放日报载文，金山朱泾镇待泾村考古经确认发现一座清代古船舫遗址，是上海首个正式发掘的半淹没遗址。[2]。
- 6月12日，
  - 上海共享单车市场目前已有超过100万台，注册人员突破1300万人，市人大常委会对共享单车举行监督听证会议。[3]。
  - 第23届上海电视节开幕。[4]
- 6月13日—— 2005年诺贝尔生理学或医学奖得主巴里·马歇尔（Barry J. Marshall）教授在东方医院门诊接待市民提供义诊。[5]
- 6月15日—— 16点49分，徐州市丰县创新幼儿园发生爆炸，上海华山医院和瑞金医院3名专家乘坐市120急救车连夜赶赴徐州参与救治工作，16日晨抵达当地。 [6]
- 6月16日——上海首批10名外籍人士获发中国外国人永久居留身份证，均为海外高层次人才。[7]

### 7月
- 7月2日——2017上海台北城市论坛举行。[8]

### 8月
- 8月23日——上海市公安局静安分局在新浪微博公布，对四行仓库日军照事件中五名青年的处理结果。这是中国亲日派青年民众在8月15日（第二次世界大战对日战争胜利纪念日）前公开表态支持侵华战争的事件，引发舆论反对。

### 11月
- 11月6日，上海首家无人店——苏宁易购Biu在五角场商圈开业[9]。
- 11月11日6时许，上海浦东新区祝桥镇晚霞路一家家得乐超市的堆货阁楼发生坍塌事故，事故共造成3人死亡，6人受伤[10]。
- 11月12日7时，上海国际马拉松赛开跑。本次预报名人数127118人，其中全程马拉松预报名人数为86912人。全马路线起点从外滩金牛广场-黄浦-静安-徐汇，至终点上海体育场。

## 逝世
- 6月13日，淮剧表演艺术家陆少林于9时10分在静安区闸北中心医院去世，享年90岁。